# Montse Assens i Borda
Montse Assens i Borda (Maçanet de la Selva, La Selva, 25 d'abril de 1960) és una poetessa, pintora i fotògrafa resident a Premià de Dalt, fundadora de l'Associació de Relataires en Català i de l’Associació Art Primilia, dedicada a l’estudi i divulgació de les arts plàstiques associades a la literatura.
Entre les seues publicacions, destaquen els reculls Indigent, com jo, que obtingué al 2008 el Premi de Poesia Artur Simó, de Silla; Secrets acariciats entre silencis de boira (2010); Apartheids, 41è Premi Marià Manent de Poesia (2018); Bugada, 21è Premi de Poesia Josep Maria Ribelles de 2018 i Ostatges polítics (2018). Juntament amb Anna Rispau ha signat també els poemaris Glops de nit (2012), A l’altre costat de la pell (2015), Entre bancals (2016), El bes de la nit (2017) i Verseja’m els silencis (2019).
Al 2022 va guanyar el V Premi de Poesia «Torre de Piles», convocat per  Edicions del Sud, de la Safor, amb el poemari Clixés, un recull de poemes que tracten l’enyorança, les absències i el pas del temps.

## Obra
- Assens i Borda, Montse. Indigent, com jo.  Brosquil Ediciones, 2008. ISBN 9788497954518. Premi de Poesia Artur Simó, Silla, 2007[4]
- Assens i Borda, Montse. Secrets acariciats entre silencis de boira.  Parnass edicions, 2010. ISBN 978-84-15007-13-5.[5]
- Diversos autors. Garbuix de contes.  Meteora, 2010. ISBN 978-84-92874-29-3.[6]
- Diversos autors. Barcelona, t'estimo.  Meteora, 2011. ISBN 978-84-92874-33-0.[7]
- Diversos autors. Tensant el vers.  Meteora, 2011. ISBN 978-84-92874-50-7.[8]
- Diversos autors. Criatures fantàstiques.  Meteora, 2011. ISBN 978-84-92874-54-5.[9]
- Diversos autors. Temps era temps.  Meteora, 2012. ISBN 978-84-92874-59-0.[10]
- Assens i Borda, Montse; Rispau, Anna. El bes de la nit.  Bromera, 2017. ISBN 978-84-90267-16-5.[11]